# Coquillettidia wahlbergi
Coquillettidia wahlbergi är en tvåvingeart som först beskrevs av Edwards 1936.  Coquillettidia wahlbergi ingår i släktet Coquillettidia och familjen stickmyggor. Inga underarter finns listade i Catalogue of Life.